# Gnomidolon pallidicauda
Gnomidolon pallidicauda là một loài bọ cánh cứng trong họ Cerambycidae.